# Mateus 11

João Batista, o "Precursor", o principal tema deste capítulo.
De 1513 a 1516. Por Leonardo da Vinci, atualmente no Louvre.

Mateus 11 é o décimo-primeiro capítulo do Evangelho de Mateus no Novo Testamento da Bíblia e continua a narrativa dos eventos do ministério de Jesus na Galileia. O capítulo, que é bem curto (30 versículos), pode ser dividido em três partes.

## João Batista
O capítulo começa contando que João Batista, já preso, enviou seus discípulos para perguntar-lhe se ele era o Cristo esperado. A resposta de Jesus foi:
| “ | «Ide contar a João o que estais ouvindo e observando: os cegos vêem, os coxos andam, os leprosos ficam limpos, os surdos ouvem, os mortos são ressuscitados, aos pobres anuncia-se-lhes o Evangelho; e bem-aventurado aquele que não achar em mim motivo de tropeço.» (Mateus 11:4–6) | ” |

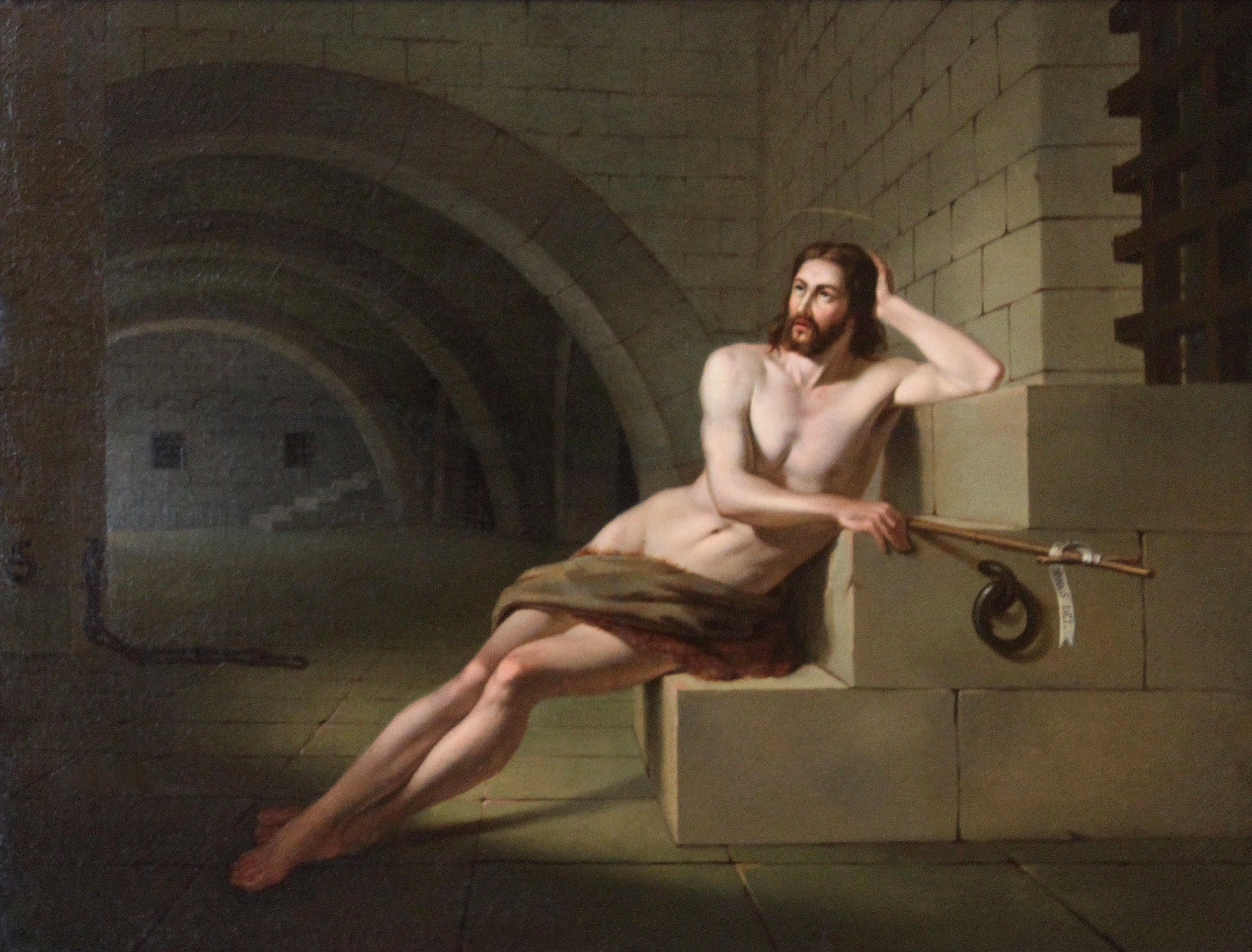
"João Batista no Cárcere"
1852. Por Victor Meirelles, atualmente no Museu Nacional de Belas Artes, no Rio de Janeiro.

Em seguida, Jesus passou a discursar sobre João e afirma que «este é aquele de quem está escrito: Eis aí envio eu ante a tua face o meu anjo, Que há de preparar o teu caminho diante de ti.» (Mateus 11:10) Jesus confirma que ele, assim como os profetas e a Lei, é também um profeta.
Ele termina condenando a "esta geração", justamente por condenarem os profetas que lhe são enviados por não agirem como querem que ajam. «Pois veio João não comendo nem bebendo, e dizem: Ele tem demônio. Veio o Filho do homem comendo e bebendo, e dizem: Eis um homem glutão e bebedor de vinho, amigo de publicanos e pecadores!» (Mateus 11:18–19).
Este trecho é similar a Lucas 7 (Lucas 7:18–35)

## Rejeição de Jesus
Em Mateus 11:20–24, Jesus condena as cidades que não o receberam, condenando-as a destinos piores que Sodoma ou das cidades pagãs de Tiro ou Sídon. A mesma maldição aparece em Lucas 10 (Lucas 10:13–15).

## Oração ao Pai

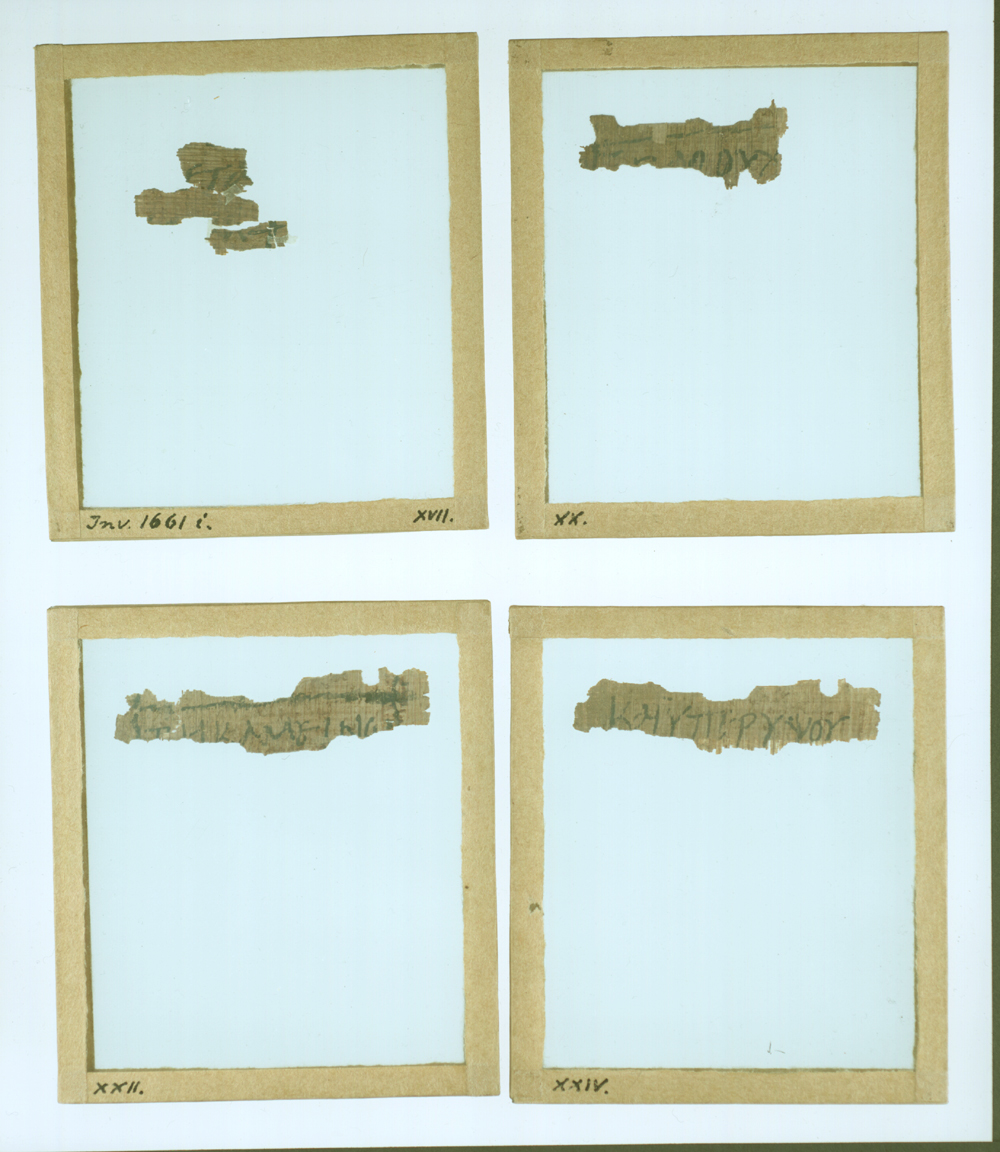
Papiro 62, que contém os versículos 25 a 30 de Mateus 11.

Mateus termina seu relato com uma oração de Jesus ao Pai:
| “ | «Graças te dou a ti, Pai, Senhor do céu e da terra, porque escondeste estas coisas aos sábios e entendidos, e as revelaste aos pequeninos; assim é, Pai, porque assim foi do teu agrado. Todas as coisas me foram entregues por meu Pai: e ninguém conhece o Filho senão o Pai; e ninguém conhece o Pai senão o Filho e aquele a quem o Filho o quiser revelar. Vinde a mim todos os que andais em trabalho e vos achais carregados, e eu vos aliviarei. Tomai sobre vós o meu jugo, e aprendei de mim, porque sou manso e humilde de coração; e achareis descanso para as vossas almas. Pois o meu jugo é suave, e o meu fardo leve.» (Mateus 11:25–30) | ” |

Esta oração aparece também em Lucas 10 (Lucas 10:21–24).

## Manuscritos
- Papiro 62 - versículos 11:25-30